# Anna Ülin
Anna Ülin oder Anna Uelin war ab 1464 die Ehefrau von Georg von Ehingen.

## Leben und Wirken
Anna Ülin war eine Tochter des Reutlinger Bürgermeisters und Großunternehmers Konrad Uelin genannt Schultheiß. Ursprünglich war sie nicht adlig, aber ihr Bräutigam Georg von Ehingen erwarb ihr den Adelsnamen der »von Richtenberg«, einer ausgestorbenen Adelsfamilie, so dass der Skandal einer Ehe eines Adeligen mit einer Bürgerstochter vermieden wurde. Sie brachte so viel Geld mit in die Ehe, dass das Ehepaar die Wankheimer Jakobuskirche davon errichten lassen konnte.

## Nachkommen
Über die Tochter Agnes (verheiratete von Hirnheim) sind Anna Ülin und ihr Gatte Georg von Ehingen die Großeltern des Eichstätter Bischofs Eberhard II. von Hirnheim (1494–1560) sowie von dessen Bruder Johann Sebastian von Hirnheim († 1555), einem Richter am Reichskammergericht.